# Język dai
Język dai – język austronezyjski używany w prowincji Moluki w Indonezji, przez grupę ludności na wyspach Barat Daya. Według danych z 2007 roku mówi nim 820 osób.
Blisko spokrewniony z językami dawera-daweloor i babar północnym. Jego użytkownicy zamieszkują wyspę Dai (na północ od Babar). Ethnologue podaje, że posługują się nim mieszkańcy wsi Sinairusi (kecamatan Pulau-Pulau Babar Timur, kabupaten Maluku Barat Daya). Oprócz tego jego użytkownicy zamieszkują trzy wsie na wyspie Lewa. Na poziomie słownictwa jest najbliższy językowi dawera-daweloor.
Społeczność komunikuje się także w lokalnym malajskim i indonezyjskim.
Nie wykształcił piśmiennictwa.